# Tour CBX
La Tour Dexia (anteriormente conocida como Tour CBX) es un rascacielos situado en el distrito de negocios de La Défense, cerca de París. Construido entre 2002 y 2005, tiene 142 m de altura.
En 2007, la empresa Dexia se trasladó a la Torre.
En julio de 2013, se quitaron las letras "DEXIA" de la parte superior de la fachada curva, ahora oculta por la Tour D2.